# Die Basis
Basisdemokratische Partei Deutschland, förkortat och allmänt känt som Die Basis, är ett tyskt parti som grundades sommaren 2020 under Covid-pandemin, i samband med protesterna kring kraven på munskydd och restriktioner mm. Partiet anses vara den partipolitiska grenen av "Querdenken"-rörelsen. Partiet har ställt upp i flera val från 2021 och framåt och bland annat nått framgångar i flera kommunalval, där de lyckats få representanter invalda. 

## Grundande
Under Covid-19-pandemin uppstod i Tyskland, liksom i många andra länder, en proteströrelse. Det vill säga en rörelse som protesterade mot munskydd, nedstängningar och vaccinkrav mm. Det anordnades bland annat ett flertal demonstrationer och partiets tillkomst är starkt kopplat till denna motståndsrörelse. Redan i april 2020 hade proteströrelsen sökt bilda ett parti, Widerstand2020, men detta parti löstes upp och i dess ställe grundades Die Basis den 4 juli 2020.

## Valresultat (ett axplock)

### Kommunval
- Den 20 juni 2021 fick partiet för första gången en plats i ett parlament i lokalvalen i Wartburgkreis med 1,6 % av rösterna.[2]

- I lokalvalen i Schleswig-Holstein 2023 (14 maj) fick basen totalt 0,9 procent av rösterna och nio mandat.[3]

- I lokalvalen 2024 i Sachsen-Anhalt (9 juni) fick gräsrötterna totalt 0,3 % av rösterna och mandat i sju kommuner.[4]

### EU-val
- Partiet deltog i EU-valet 2024 och fick 0,3 procent.[5]